# Kurta farkú szerencse
A Kurta farkú szerencse (eredeti cím: Gordy) 1995-ben bemutatott, Mark Lewis rendezésében készült amerikai családi film, melyet Magyarországon is bemutattak.
A történet középpontjában egy Gordy nevű kismalac áll.

## Szereplők
- Doug Stone (Luke MacAllister)
- Kristy Young (Jinnie Sue MacAllister)
- James Donadio (Gilbert Sipes)
- Tom Lester (Cousin Jake)
- Deborah Hobart (Jessica Royce)
- Justin Garms (Gordy hangja)
- Michael Roescher (Hanky Royce)
- Tom Key (Brinks)
- Jon Kohler és Afemo Omilami (Dietz és Krugman)